# Cathédrale d'Urbania
La cathédrale d'Urbania est une église catholique romaine d'Urbania, en Italie. Il s'agit d'une cocathédrale de l'archidiocèse d'Urbino-Urbania-Sant'Angelo in Vado.